# 2436 Hatshepsut
2436 Hatshepsut là một tiểu hành tinh vành đai chính, được phát hiện bởi Cornelis Johannes van Houten, Ingrid van Houten-Groeneveld và Tom Gehrels in 1960. Nó được đặt theo tên Hatshepsut, nữ Pharaon Ai Cập cổ đại.